# Ephyrina
Ephyrina is een geslacht van kreeftachtigen uit de klasse van de Malacostraca (hogere kreeftachtigen).

## Soorten
- Ephyrina benedicti Smith, 1885
- Ephyrina bifida Stephensen, 1923
- Ephyrina childressi Chace, 1986
- Ephyrina hoskynii Wood-Mason & Alcock, 1891
- Ephyrina ombango Crosnier & Forest, 1973